# Hassenhausen (Naumburg)
Hassenhausen est un village (ortsteil) de Saxe-Anhalt dépendant administrativement de la ville de Naumburg, située à 8 kilomètres à l'ouest. 

## Bataille d'Auerstaedt
Le 14 octobre 1806, le maréchal Davout à la tête du 3e corps d'armée défait l'armée prussienne du roi Frédéric-Guillaume III à la bataille d'Auerstaedt. Bien que la bataille porte le nom d'une autre localité, les principaux combats eurent lieu à Hassenhausen, clé de voute du dispositif défensif français au cours de cette journée.
Une stèle à la mémoire de la division Gudin (1812) y a été érigée.

## Monuments
- Monument aux morts de la Bataille d'Iéna et d'Auerstaedt.

## Liens
- Site de Hassenhausen
- Site internet du Musée de Hassenhausen
- Hassenhausen sur le Site internet de la Ville de Naumburg